# Kostel Nanebevzetí Panny Marie (Dolné Orešany)

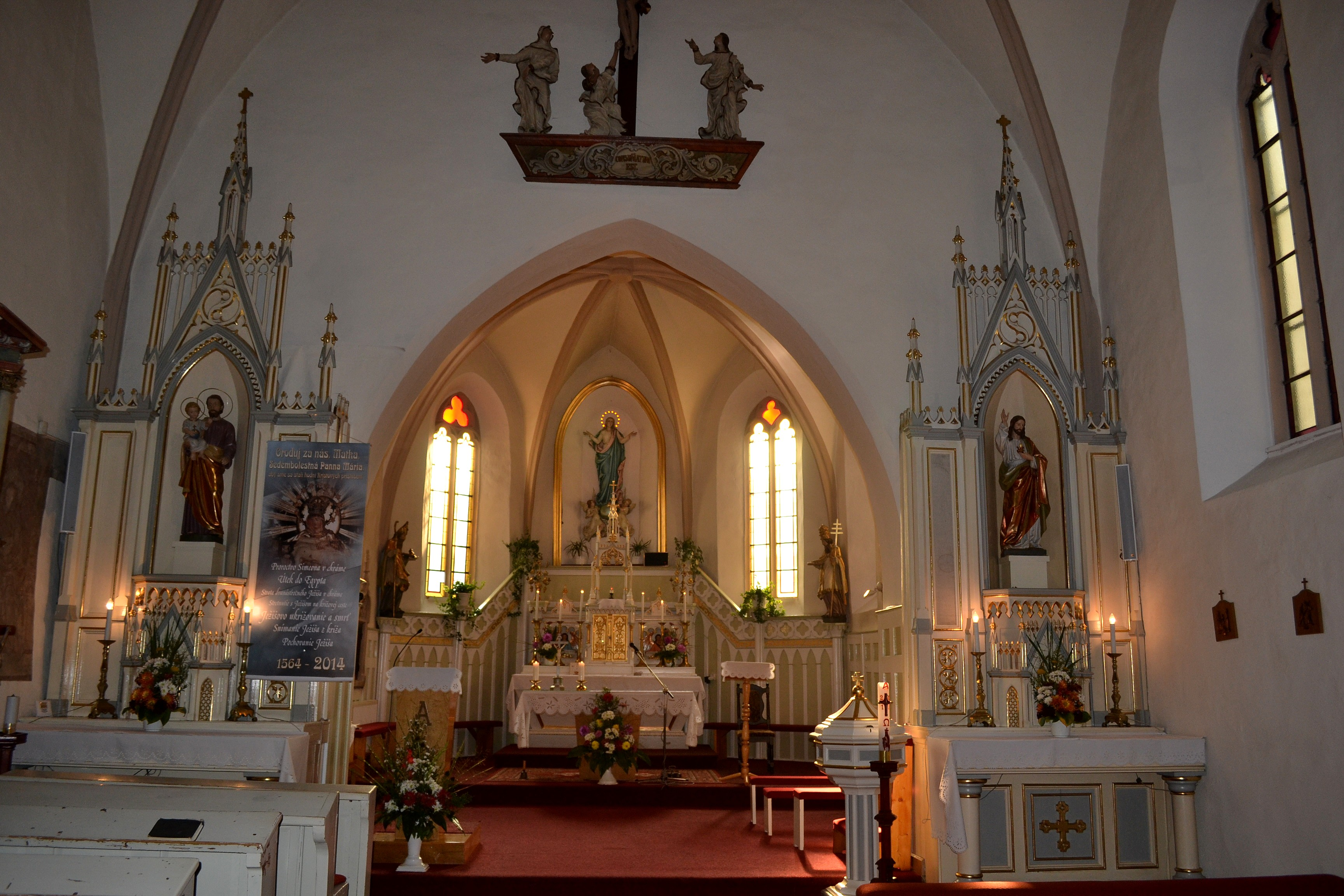
Pohled do interiéru

Kostel Nanebevzetí Panny Marie v obci Dolné Orešany je gotická, později slohově upravovaná sakrální stavba, nacházející se v centru této obce v okrese Trnava v Trnavském kraji na Slovensku.
Nejstarší stavba obce je známá především svým netradičním zakončením kostelní věže.

## Stavební historie
V obci, někdejším zeměpanské městečku, ležící na jihovýchodním úpatí Malých Karpat a známé svou vinařskou tradicí postavili v první polovině 14. století kostel zasvěcený Nanebevzetí Panny Marie (patrocínium však doloženo až v roce 1543). První písemná zmínka o jeho existenci pochází z roku 1390.
Jako jednolodní stavba s polygonálním presbytářem zaklenutým žebrovou klenbou kostelík existoval více než sto let. K dalším stavebním úpravám přišlo ve dvacátých letech 16. století. Tehdy ke kostelu na západní straně přistavěli mohutnou věž na čtvercovém půdorysu. Kostel dostal v exteriéru podobu, v jaké ho známe i dnes.

## Vzhled kostela
Kostel Nanebevzetí Panny Marie v Dolních Orešany je jednolodní stavba s polygonálním presbytářem a západní představěnou věží. Trojetážová mohutná věž s barokní fasádou byla, podle letopočtů vyrytých na kamenných kvádrech, postavená v letech 1518–1521. Je charakteristická netradičním zakončením. Zděnou jehlancovitou střechu místo tradičního kříže završuje symbol královské moci – na podušce s třásněmi položená svatoštěpánská koruna s nakloněným křížem. Velmi netradiční řešení má zřejmě souvislost s faktem, že v kostele byla někdy královská koruna skutečně uložena. V podvěží se nachází hlavní vchod do kostela, který tvoří lomený segmentový portál. Ve středu klenby vstupu v podvěží, kde se sbíhají ozdobné pruty, je kamenný kvádr upravený jako erb. V něm je vyryt rok 1525, hrozen hroznů a vinohradnícký nůž.
Druhý vchod do kostela vede přes portál v přistavěné jižní předsíni. Po jejím obou stranách se nacházejí dvě zajímavé kamenné nádoby na svěcenou vodu - z červeného mramoru s tepanými železnými kryty. Jižní strana kostela obsahuje kapli Panny Marie Lurdské. Zdi kostela jsou z vnější strany na presbytáři a na lodi členěny pultovými opěrnými pilíři.
Interiérovou výzdobu jednolodního kostela představují dva boční oltáře při vítězném oblouku. Levý boční oltář obsahuje sousoší svatého Josefa držícího na rukou Ježíška. Pravý boční oltář je zasvěcen Božskému Srdci Ježíšovu. Na vítězném oblouku, oddělujícím svatyni od lodi, je umístěn výjev Ukřižování z první poloviny 18. století.
Zajímavým uměleckým doplňkem interiéru kostela je fragment pozdně nástěnné malby ze začátku 15. století představující vedle sebe sedící apoštoly. Celkový vzhled malby narušila přístavba barokní kazatelny v roce 1745. Na ní tvůrce umístil sochy Krista a čtyř evangelistů.
V interiéru nacházíme ještě architektonicky hodnotné žebrování klenby a na jižní straně lodi a v presbytáři gotická kružbová okna.

## Okolí kostela
Kostel stojí v areálu ohrazeném původní renesančním opevňovací zdí členěnou, podobně jako zdivo kostela, pultovými opěrnými pilíři.
Okolí kostela dotváří památník obětí první a druhé světové války a kamenný pranýř z roku 1654.
Nedaleko kostela, na jižním konci obce, se v ohrazeném areálu, někdejším hřbitově, nachází barokní Kaple Nejsvětější Trojice z roku 1715. Je součástí zdejší kalvárie.